# Tage Danielsson
Tage Danielsson (5 de febrer de 1928 - 13 d'octubre de 1985) va ser un escriptor, poeta, guionista, director, actor i humorista de nacionalitat sueca, conegut per la seva col·laboració artística amb Hans Alfredson.

## Biografia

### Inicis
El seu nom complet era Tage Ivar Roland Danielsson, i va néixer a Linköping, Suècia, fill d'Ivar (1891–1972) i Elsa Danielsson (1898–1974). Tenia un germà gran, Karl (1922–2000), i un germà petit, Sören (1939–1947).
Ja a l'escola, un professor va persuadir als seus pares perquè li deixessin formar part de la companyia teatral del centre. Va finalitzar els seus estudis escolars en 1948 i amb bons resultats. Després de graduar-se, en 1949 va ingressar en la Universitat d'Upsala, formant part de la fraternitat Östgöta nation, on va coincidir amb Hatte Furuhagen.

### Sveriges Radio, Hasse i Tage

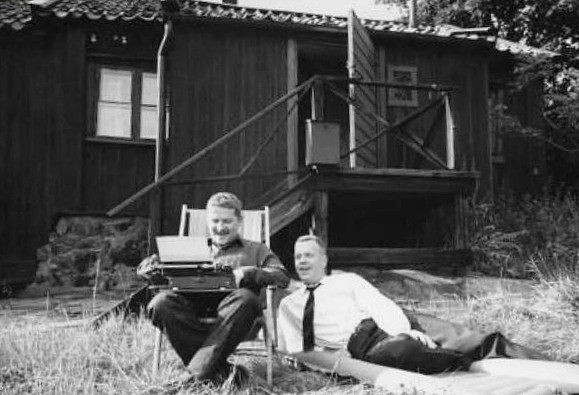
Hasse i Tage en la dècada de 1960

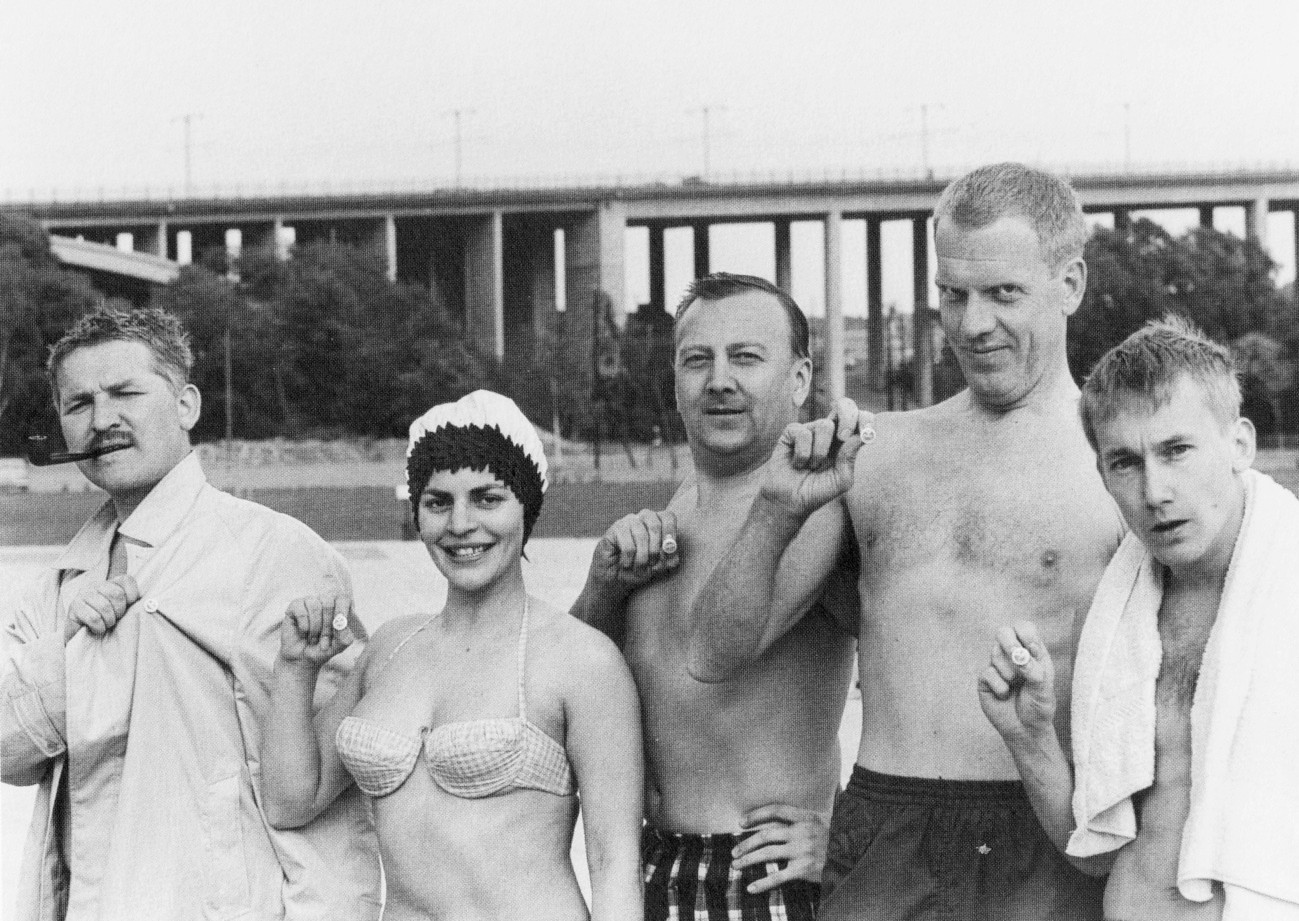
Des de l'esq.: Hans Alfredson, Lissi Alandh, Mille Schmidt, Tage Danielsson i Gösta Ekman en 1962

Acabats els seus estudis, Danielsson va ser contractat per Sveriges Radio, on en 1954 va participar en el seu primer programa, Andersson i nedan, i en 1959 va crear el xou Sommar. En els seus anys radiofònics va conèixer a Hans Alfredson, amb el qual va formar la parella artística Hasse och Tage|, la qual va dominar l'entreteniment suec en els anys 1960 i 1970. La seva col·laboració va ser la base per a la companyia AB Svenska Ord.
Junts, Hans Alfredson i Tage Danielsson van produir moltes revistes, entre elles Gula Hund (1964) i Svea Hund på Göta Lejon (1976), així com a pel·lícules com Att angöra en brygga (1965) i Picassos äventyr (1978). La seva última producció plegats va ser Fröken Fleggmans mustasch (1982).

### Llibres, últims anys
A més, Tage Danielsson va escriure diversos llibres. Algun d'ells van ser Sagor för barn över 18 år (1964) y Tage Danielssons Postilla (1965). Va dirigir les pel·lícules Mannen som slutade röka (1972) i Ronja Rövardotter (1984), i va escriure el llibret del musical Animalen (1979), la música del qual va compondre Lars Johan Werle. Danielsson es va fer molt conegut per escriure Sagan om Karl-Bertil Jonssons julafton, història que es va adaptar per a la pantalla sota la direcció de Per Åhlin, artista sovint col·laborador de Hasse i Tage. També va escriure i va portar a la pantalla Herkules Jonssons storverk en 1969, i va presentar al costat d'Ulla Danielsson el programa infantil televisiu Klotet en 1973.
Tage Danielsson va morir < Linköping, Suècia, en 1985, poc després de participar en l'esdeveniment cultural humanistdygnet, a causa de les complicacions d'un melanoma. Es va celebrar el seu funeral en el Cementiri Skogskyrkogården d'Estocolm, i fou enterrat al Cementiri Lidingö kyrkogård. Había estado casado con Märta-Stina Köhler.

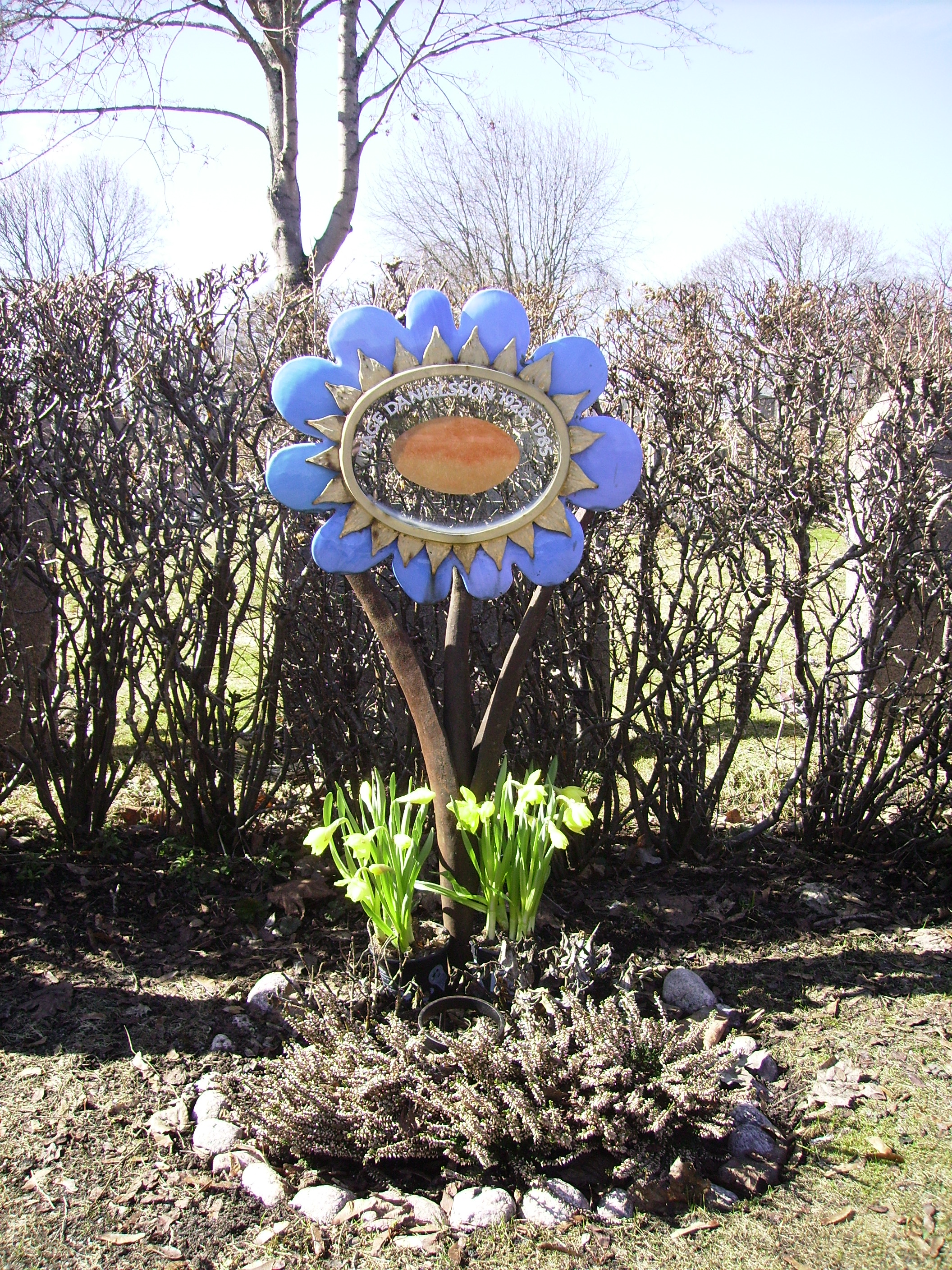
Tomba de Tage Danielsson

## Filmografia
- 1964: Svenska bilder (actor i director)
- 1965: Att angöra en brygga (actor i director)
- 1967: Mosebacke Monarki (sèrie TV, actor i director)
- 1967: Skrållan, Ruskprick och Knorrhane (actor)
- 1968: I huvet på en gammal gubbe (actor i director)
- 1969: Herkules Jonssons storverk (sèrie TV, actor i director)
- 1971: Äppelkriget (actor i director)
- 1972: Mannen som slutade röka (actor i director)
- 1973: Klotet (actor iy director)
- 1975: Ägget är löst! (actor)
- 1975: Släpp fångarne loss – det är vår! (actor i director)
- 1975: Sagan om Karl-Bertil Jonssons julafton (actor)
- 1978: Picassos äventyr (actor i director)
- 1981: Sopor (director)
- 1983: P&B (actor)
- 1984: Ronja Rövardotter (director)
- 1985: Falsk som vatten (actor)

## Teatre
- 1964: Gula hund, de Hans Alfredson i Tage Danielsson, direcció de Tage Danielsson, Chinateatern[5]
- 1969: Spader, Madame!, de Hans Alfredson i Tage Danielsson, direcció de Tage Danielsson, Teatro Oscar[6][7]

## Llibres sobre Tage Danielsson
- Göran, Tonström. Ica. Hasse och Tage och deras Svenska ord, 1994.
- Staffan Schöier y Stefan Wermelin. Bonnier. Hasse & Tage Svenska Ord & Co Saga & Sanning, 2005.
- Klas Gustafson. Wahlström & Widstrand. Tage Danielssons tid, 2008.

## Premis
- 1968: Premi especial Karl Gerhard (al costat de Hans Alfredson)
- 1969: Beca Gustaf Fröding
- 1972: Premi Guldbagge al millor director per Äppelkriget
- 1972: Beca Evert Taube (al costat d'Hans Alfredson)
- 1976: Magnoliapriset (al costat d'Hans Alfredson)
- 1980: Doctorat honoris causa de la Universitat de Linköping
- 1980: Premi Lisebergsapplåden (al costat d'Hans Alfredson)
- 1981: Litteris et Artibus